# Toxares deltiger
Toxares deltiger är en stekelart som först beskrevs av Alexander Henry Haliday 1833.  Toxares deltiger ingår i släktet Toxares och familjen bracksteklar. Arten är reproducerande i Sverige. Inga underarter finns listade i Catalogue of Life.